# Gymnopternus brevicornis
Gymnopternus brevicornis är en tvåvingeart som först beskrevs av Rasmus Carl Staeger 1842.  Gymnopternus brevicornis ingår i släktet Gymnopternus, och familjen styltflugor. Arten är reproducerande i Sverige.